# وی‌چا
وی‌چا (انگلیسی: Vcha; کره‌ای: 비춰; لاتین‌نویسی اصلاح‌شده: Bichwo) گروه دخترانهٔ آمریکایی مستقر در لس آنجلس و تشکیل شده توسط جی‌وای‌پی انترتینمنت و ریپابلیک رکوردز است. این گروه متشکل از شش عضو است: لکسی، کامیلا، کندال، ساوانا، کی‌جی و کیلی.

## نام
ویچا (Vcha) مشتق شده از واژه کره‌ای «비춰» (لاتین‌نویسی اصلاح‌شده: Bichwo) است که به صورت «to shine upon» ترجمه می‌شود. هدف آن روشن کردن و الهام بخشیدن به طرفداران در سراسر جهان است.

## اعضا
- لکسی (렉시) – لیدر[۳]
- کامیلا (카밀라)[۳]
- کندال (켄달)[۳]
- ساوانا (사바나)[۳]
- کی‌جی (케이지)[۳]
- کیلی (케일리)[۳]